# Стоэбель, Эдгар
Эдгар Стоэбель (фр. Edgar Stoëbel, настоящее имя Рене Тебуль Иешуа; фр. René Teboul Yechoua; 21 декабря 1909 — декабрь 2001) — французский художник.

## Биография
Родился 21 декабря 1909 года в Алжире, в селении Френда (Frenda), вблизи Орана (Oran), умер в декабре 2001 года во Франции, в Париже.
С ранних лет увлёкся музыкой и графическим искусством. На протяжении всей его жизни эти два вида искусства тесно переплелись в творчестве художника.
В Оране Эдгар основал небольшую консерваторию из 17 музыкантов и даже возглавил оркестр. Но вскоре понял, что добиться успеха возможно лишь только переехав в Париж.
В 1931 году он приехал в Париж, чтобы посвятить себя музыке. Брал уроки у профессора Леона Эжена Моро (Léon Eugène Moreau), обладателя Большой римской премии по музыке (Grand prix de Rome), который преподавал ему гармонию, контрапункт, полифонию и игру на фортепиано вплоть до 1939 года. После объявления войны он будет мобилизован на фронт в пехотную часть.
В 1940 году, перед лицом надвигающегося фашизма, художник возвращается в Алжир, где будет писать и рисовать, а затем управлять оркестром до 1942 года. Символические произведения этой эпохи можно найти в коллекциях в Алжире. В 1942 году высадка американцев в Оране освобождает евреев от обязательного ношения жёлтой звезды. Эдгар Стоэбель проникается глубокой симпатией к американцам, восхищаясь их фантастической организацией.
Стоэбель осознает, что американцы основательно изменят ход истории XX века. Благодаря своему частому общению с ними, он будет мобилизован с американскими войсками и французским экспедиционным корпусом 7 стрелкового алжирского полка для участия в Итальянской кампании.
В декабре 1942 года он испытает небывалую гордость от того, что высадится с 1-й Армией генерала Кларка в Неаполе и пройдёт Итальянскую кампанию до Рима и Таранто. Стоэбель будет также принимать участие в высадке в Провансе в августе 1943, в Сен-Тропе и Пор-Вандрэ, и в других военных операциях вплоть до 1945 года.
На протяжении всей Итальянской кампании он не прекращает рисовать сцены из повседневной жизни и начинает делать ирреальные рисунки, которые послужат прообразом «фигура-синтез».
По окончании войны он вернулся в Париж, где открыл издательство Стоэбель. Он писал музыку и песни, которые записывал на 78-оборотные пластинки до тех пор, пока на свет не появится долгоиграющая пластинка. С 1945 по 1946 год он постепенно оставляет музыку, чтобы полностью посвятить себя живописи и рисункам.
В период с 1946 по 1950 год Стоэбель создаёт многочисленные символические пейзажи Монмартра, площадей Клиши и Пигаль. С 1950 года он вращается в артистических кругах Монпарнаса и завязывает дружбу с загадочным художником Антоном Приннером (Anton Prinner), другом Виейра да Силва (Veira da Silva), Пьера Лоеба (Pierre Loeb) и Пикассо. Весёлая неугомонная компания допоздна засиживается в многочисленных кафе Монпарнаса. Зачастую вечер начинается в знаменитом кафе «Купол» (La Coupole), которое художник будет посещать вплоть до 1970-х годов. Он подружится с такими художниками с улицы Гран Бательер (Grange-Batelière), как Гётц (Goetz), Мондзен (Mondzain), Мишонц (Michonze), Меер-Лазарь (Meyer-Lazar).
В 1970-х годах художник познакомится с некой ирландкой, которая приведёт его в паб «Олимпия», где в те годы царит фантастическая атмосфера. Здесь Стоэбель исполнит несколько своих собственных песен: «Красавчик Пауло» (Le beau Paulo), «Дочка моряка» (La fille du marinero), «Джоконда Пауло» (La Joconde à Paulo), которые будут иметь значительный успех у восторженной публики. Это невероятное общение с молодёжью захватывает художника, который поёт и рисует прямо на столах, и уводит его в ночь до самого утра. В течение многих лет он возвращается домой под утро, а после обеда принимается писать и рисовать.
Жак Мартэн (Jacques Martin) снимет картину о жизни художника и певца из паба «Олимпия», Эдгара Стоэбеля. Музыка опять войдёт в жизнь художника и тесно переплетётся с его живописью. Она станет источником его творчества, красочным ритмом его полотен и составной его счастья. Счастье — вот основной лейтмотив его творчества, который просматривается во всех работах художника, воспевающего красоту каждого мгновения бытия. Эдгар Стоэбель — художник счастья, стремящийся найти равновесие и полноту жизненных ощущений.
В 1960 году он придумает свой собственный стиль, который назовёт «Фигура-синтез» (Figura-synthèse). Фигура-синтез — это образ объекта, возникающий в нашем сознании, не в реальной, а в субъективной форме, которая ирреальна во всех отношениях. Связь между формами определяет «Фигуру-синтез».
Творчество, порождённое глубиной мысли. Эта философия равновесия окружающего мира присутствует во всех произведениях художника.
Художник обладает легко узнаваемым стилем. Эмманюэль Давид (Emmanuel David), крупный торговец предметами искусства и, прежде всего, знаменитый коллекционер, открывший Бернара Бюффе (Bernard Buffet), сказал: «Полотна художника поражают нас индивидуальностью восприятия и манерой исполнения. Искренность эмоций, широта оттенков и цвета, чувствительность и простота синтетической композиции порождают равновесие пространств, поэзию или скорее мечту, музыкальность, которые придают оригинальность и неповторимую особенность произведению».
Живопись Стоэбеля 60-х годов принадлежит к направлению конкретной абстракции послевоенного периода, или к конкретному искусству, которое также называют конструктивным искусством.
Конкретная абстракция долгое время лимитировалась художественными критиками географическими пределами и сводилась к описанию того, что происходит в Париже и, особенно, в Нью-Йорке. На самом же деле это было течение мирового масштаба, которое распространилось от Южной Америки до Северной Европы и не ограничилось только лишь французской станковой живописью Базена (Bazaine), Манесье (Manessier), Хартунга (Hartung), Эстева (Estève) или Гиша (Gischia).
Это течение, как подчеркивает Вероник Висингер (Véronique Wiesinger) во вступительном слове к каталогу Abstractions en France et en Italie 1945—1975 autour de Jean Leppien («Абстракции во Франции и Италии 1945—1975 гг. вокруг Жана Леппьена»), в музее Страсбурга с ноября 1999 по февраль 2000: «не было ни фальшивым эхо довоенной парижской школы, ни ответом на американский абстрактный экспрессионизм. Вплоть до середины 70-х годов абстракция была чем-то вроде последнего фейерверка в современном течении, который зажёг все огни, горящие ещё и сегодня».
Для того, чтобы осознать важный вклад этого течения в искусство XX века, назовём поимённо лишь некоторых художников, известных в истории искусства этой эпохи, которые принадлежали к школе конкретной абстракции: Джозеф Альберс (Joseph Albers), Аагаард Андерсен (Aagaard Andersen), Ханс Арп (Jean Arp), Жан-Мишель Атлан (Jean-Michel Atlan), Вилли Баумайстер (Willy Baumeister), Андре Блок (André Bloc), Андре Брюйер (André Bruyère), Бюсс (Busse), Марсель Кан (Marcelle Cahn), Антонио Гардерара (Antonio Carderara), Фернандо Шеврие (Fernando Chevrier), Жан Куи (Jean Couy), Генрих Давринг (Heinrich Davring), Соня Делоне (Sonia Delaunay), Жан Дероль (Jean Deyrolle), Домела (Domela), Пьеро Доразио (Piero Dorazio), Адольф Ричард Флейшман (Adolphe Richard Fleishmann), Нато Фраска (Nato Frascà), Гюнтер Фрухтрунк (Günter Fruhtrunk), Паоло Жиларди (Paolo Ghilardi), Жилиоли (Gilioli), Айду (Hajdu), Иоханнес Иттен (Johannes Itten), Joseph Jarema, Шарль Лапик, Жан Леппьен, Anselmo Legnagni, Henri Lhotellier, Альберто Маньелли, Вилли Мейвальд (Willy Maywald), Франсуа Морелле (François Morellet), Роберт Мортенсен (Robert Mortensen), Брюно Мюнари (Bruno Munari), Орели Немур (Aurélie Nemours), Анри Нуво (Henri Nouveau), Вера Пагава (Vera Pagava), Алисия Пенальба (Penalba), Эдгар Пилле (Edgar Pillet), Серж Поляков (Serge Poliakoff), Ганс Рейшель (Hans Reichel), Ганс Рихтер (Hans Richter), Мишель Сёфор (Michel Seuphor), Атаназио Солдати (Atanasio Soldati), Фердинанд Спрингер (Ferdinand Springer), Эдгар Стоэбель (Edgar Stoëbel), Гунта Штёльцль (Gunta Stölzl), Николя Варб (Nicolas Warb).
В конце 1940-х годов Эдгар Стоэбель создаёт первые «Фигура-синтез», в то время как многие художники парижской школы работают в направлении абстракции, достигнувшей своего апогея в 1950-х годах. Стоэбель-художник не принесёт дань моде, а напротив, будет развивать собственный стиль, который достигнет своего совершенства в 1960-е годы.

## Музеи
- Музей Монпарнас (Musée du Montparnasse), Париж, Франция
- Музей Бейт Ури и Рами Нешустан (Musée Beit Uri et Rami Nechustan), Израиль
- Музей Димона (Musée de Dimona), Израиль
- Музей Эйлата (Musée d’Eilat), Израиль

## Выставки и экспозиции
- Член Ассоциации художников, скульпторов и гравёров евреев Франции.
- Выставка французских художников (Salon des Artistes Français).
- Осенняя выставка (Salon d’Automne).
- Выставка свободного искусства (Salon de l’Art Libre).
- 1955 : Выдвинут на международную премию «Гран-при Довиля» (Grand Prix International de Deauville).
- 1958 : Персональная выставка в галерее Бриар (Galerie Briard), Марсель.
- 1960 : Вилла Робиони, Променад англичан, Ницца.
  - Продажа с публичных торгов студии в Орлеане.
  - Продажа с публичных торгов студии в Анжере.
- 1961 : Продажа с публичных торгов, организованная The Montpelier Galleries, у Bonham & Sons Ltd в Лондоне.
  - Продажа с публичных торгов у Philips and Neal & Sons в Лондоне.
  - XXXVI Выставка Беррюе (Salon Berruyer) под председательством г-на Люсьена Лотрека (Lucien Lautrec) в Национальной школе изящных искусств в Бурге (Ecole Nationale des Beaux Arts de Bourges).
- 1963 : Галерея Бернар Шен (Galerie Bernard Chêne), Париж
  - Галерея Монпансье в Пале Руаяль (Galerie Montpensier au Palais Royal), Париж.
  - Галерея Луиза Кариер (Galerie Louisa Carrière), Париж.
  - Галерея Жори (Galerie Jory), улица Фобур Сент-Онорэ, Париж.
- 1963 : Галерея Галер (Galerie La Galère), Париж
- 1964 : Продажа с публичных торгов студии в Анжере.
- 1964 : Продажа студии у Метра Робера в Дрюо.
- 1969 : Галерея Вальдорф (Galerie Waldorf), Копенгаген, Дания.
- 1972 : Культурный центр еврейского искусства, Париж
- 1973 : Галерея Клод Жори (Galerie Claude Jory), улица Фобур Сент-Онорэ, Париж.
  - Лауреат конкурса афиши в Визо.
- 1974 : Музей Беит Ури и Рами Нечушт (Musée Beit Uri et Rami Nechusht), Ashdot Ya’Aqov, Израиль
  - Hakibutz Hameuhad, Израиль
  - P.N Emek Hajarden, Израиль
  - Музей Димона (Musée de Dimona), Израиль
  - Музей Эилат (Musée d’Eilat), Израиль
- 1982 : Серебряная медаль от мэрии Парижа за одну из Фигура-синтез.
- 2001 : Галерея «Частный музей» (Galerie Le Musée Privé).